# Hololohmannia alaskensis
Hololohmannia alaskensis är en kvalsterart som beskrevs av Kubota och Aoki 1998. Hololohmannia alaskensis ingår i släktet Hololohmannia och familjen Perlohmaniidae. Inga underarter finns listade i Catalogue of Life.